# Anaea felderi
Anaea felderi är en fjärilsart som beskrevs av Johannes Karl Max Röber 1916. Anaea felderi ingår i släktet Anaea och familjen praktfjärilar. Inga underarter finns listade i Catalogue of Life.